# Saturday Night (album)
Pour les articles homonymes, voir Saturday Night.
Albums de Ganafoul
Full Spead Ahead
(1978)
Singles
1. Saturday Night
Sortie : 1977

Saturday Night est le premier album studio du groupe de hard rock français, Ganafoul. Il est sorti en octobre 1977 sur le label Crypto et a été produit par Jean Claude Pognant.

## Historique
Lors de sa création en 1974, Ganafoul est un trio composé de Edouard Gonzales (guitare), Philippe "fourmi" Veau (basse) et Yves Rotacher (batterie). Rapidement, Jean-Yves Astier rejoint le trio en tant que chanteur et parolier. Le chant est alors en français. En 1975, le guitariste Jack Bon rejoint le quatuor. Rapidement le trio initial retourne à Givors fonder le groupe Factory. Fin 1976, Yves Rotacher revient dans Ganafoul qui devint un trio avec Jack Bon au chant et à la guitare, Jean-Yves Astier à la basse et Yves Rotacher à la batterie. Le chant est désormais en anglais et la musique est un hard rock avec une touche de blues que les musiciens appellent "Sider-rock" (Sider pour sidérurgie).
Ce premier album fut enregistré et mixé entre le 20 et 30 août 1977 dans les Studios 20 à Angers. Il est composé de neuf titres signés par Jack Bon dont un (Danger) est co-signé par Jean Yves Astier et deux autres (Dreamer et Move On Faster) par Yves Rotacher. Un single composé de Saturday Night et Let Me Burn sortira également. L'album sera réédité en disque compact en 1994.
Le groupe partira ensuite en tournée avec un autre groupe français, Little Bob Story. Les lecteurs du magazine Best classeront le groupe à la 7e place des meilleurs groupes français lors du référendum de l'année 1977.

## Liste des titres
Face 1
| No | Titre          | Auteur                | Durée |
| -- | -------------- | --------------------- | ----- |
| 1. | Let Me Burn    | Jack Bon              | 4:44  |
| 2. | Danger         | Bon, Jean Yves Astier | 3:03  |
| 3. | Helvetia Song  | Bon                   | 3:18  |
| 4. | Free Tomorrow  | Bon                   | 4:55  |
| 5. | Saturday Night | Bon                   | 3:07  |

Face 2
| No | Titre            | Auteur             | Durée |
| -- | ---------------- | ------------------ | ----- |
| 6. | Dreamer          | Bon, Yves Rotacher | 3:41  |
| 7. | Get Out Off Here | Bon                | 3:57  |
| 8. | Roll On          | Bon                | 4:27  |
| 9. | Move On Faster   | Bon, Rotacher      | 4:26  |

## Musiciens
- Jack Bon: chant, guitares
- Jean Yves Astier: basse, harmonica et chœurs
- Yves Rotacher: batterie, percussions